# Ida Saudková
Ida Saudková (* 8. srpna 1966 Kutná Hora) je česká fotografka a partnerka Vladimíra Franze.

## Život a dílo
V roce 1985 absolvovala na Střední škole uměleckých řemesel v Praze obor portrétní fotografie a do roku 1987 pracovala v družstvu Fotografia jako ateliérová fotografka; od té doby je tzv. na volné noze. Ze začátku dělala příležitostně asistentku jiným známým fotografům, například Janu Saudkovi, Gábině Fárové či Vlastimilu Macháčkovi, od roku 1996 své fotografie vystavuje či publikuje v různých časopisech, knihách či kalendářích. Specializuje se téměř výhradně na klasickou černobílou aranžovanou fotografii; výjimečně některá svá díla koloruje. Je autorkou fotografií nejen mnoha populárních osobností (herců, hudebníků, moderátorů), ale portrétuje i lidi na hraně společnosti. V průběhu let vytvořila několik dosud otevřených cyklů: Bratři a sestry – portréty sourozenců, ReMix – portréty tanečníků travesti show, Café Louvre – portréty ve stylu amerických hvězd filmového plátna ze 40. let 20. století, Žhavé polibky – portréty líbajících se dvojic, Komiks, kýč a klasika – kolorované fotografie posunuté do poetiky komiksu s prvky koláže nebo Portréty slavných inspirované křesťanskou ikonografií. Tyto fotografické cykly se stále rozrůstají a použitím totožných modelů prolínají. Autorka se navrací i ke starým negativům, stříhá je a poté tyto fotografie v podstatě recykluje.
Ida Saudková byla dvakrát vdaná – poprvé za Samuela Saudka (syna Jana Saudka), podruhé na přelomu let 1999/2000 krátce za Jiřího Doležala. Od roku 2002 je jejím partnerem Vladimír Franz.

## Výstavy
Ida Saudková představila svá díla na řadě samostatných i společných výstav.

### Samostatné výstavy (výběr)
- 1996 – Bratři a sestry (Galerie Bílý orel, Praha)
- 1998 – ReMix (Galerie Michael, Praha)
- 2000 – Café Louvre (Café Louvre, Praha)
- 2001 – Žhavé polibky (Galerie Blue velvet, Praha)
- 2003 – Portréty slavných (bienále Funkeho Kolín, Kolín)
- 2003 – Portréty slavných (Galerie Moser, Praha)
- 2004 – Volný výběr, (výběr pro českou ambasádu v Litvě)
- 2005 – Komiks, kýč a klasika (Galerie Anděl, Praha)
- 2005 – Pin-up girl (Erpet Golf Centrum, Praha)
- 2005 – Fotografie (Na Bělidle, Anděl, Praha)
- 2006 – Fotografie (GVU Hodonín)
- 2007 – Fotografie (Osek)
- 2009 – Fotografie (Nepomuk)
- 2008 – Fotografie (Horácké divadlo, Jihlava)
- 2010 – Krása (Dům Gustava Mahlera, Jihlava)
- 2010 – Správná volba (Muzeum Kroměřížska, Kroměříž )
- 2010 – Andělé a padouši (Galerie U zlatého slunce, Týn nad Vltavou)
- 2011 – Fotografie (Icon gallery, Praha)
- 2011 – Fotografie (České Budějovice)
- 2012 – Fotografie (Výstavní síň, Čáslav)
- 2012 – Underground (galerie ST. VOL, Praha)

### Společné výstavy (výběr)
- 2004 – Artfest (Třeboň)
- 2006 – Pocta Sigmundu Freudovi (Olomouc)
- 2006 – V nový život (s Vladimírem Franzem, Galery Art Faktory, Praha)
- 2007 – Fotografie (s Vladimírem Franzem, Galerie pod radnicí, Zlín)
- 2007 – Múza očima múz (Státní opera, Praha)
- 2009 – Svět je krásný (Malovaný dům, Třebíč)
- 2009 – Vltavotýnské výtvarné dvorky (Týn nad Vltavou)
- 2012 – Art for Life (nákupní galerie Myslbek, Praha; Eurovea, Bratislava)
- 2013 – Můj dům, můj hrad (s Vladimírem Franzem, Brno, Špilberk)